# Діана Христова
Діана Христова (болг. Диана Христова; нар. 1960) — болгарська спортсменка, веслувальниця на байдарці, призерка чемпіонату світу.

## Спортивна кар'єра
1977 року на чемпіонаті світу в Софії у віці 17 років Діана Христова разом з Ванею Гешевою зайняла третє місце в змаганнях байдарок-двійок.